# La stagione dei delitti
La stagione dei delitti è una serie televisiva italiana trasmessa in prima visione su Rai Due dal 2004 al 2007.

## Trama
Eva Renzi è una giovane poliziotta appena trasferita alla questura di Torino, città dove è nata e vissuta fino alla laurea, dall'Unità di analisi del crimine violento di Roma. Anita Sciortino è il suo nuovo capo, il vice questore aggiunto, e dirige la Sezione Omicidi, dove Eva viene inserita. Sullo sfondo un serial killer che segue Eva fin dalla sua esperienza romana. Un “mostro” dall'identità sconosciuta, alla cui esistenza solo Eva sembra credere.

## Distribuzione
La serie è composta da due stagioni, per un totale di 10 episodi. La prima stagione è andata in onda in prima visione dal 31 agosto al 10 settembre 2004, la seconda dal 16 marzo al 27 aprile 2007.

## Episodi
| Stagione         | n° | Titolo                    | Prima TV          |
| ---------------- | -- | ------------------------- | ----------------- |
| Prima stagione   | 1  | La metà oscura            | 31 agosto 2004    |
| Prima stagione   | 2  | Una voce nel buio         | 3 settembre 2004  |
| Prima stagione   | 3  | I delitti di San Salvario | 7 settembre 2004  |
| Prima stagione   | 4  | I sogni nel cassetto      | 10 settembre 2004 |
| Seconda stagione | 1  | Sciarada per un assassino | 16 marzo 2007     |
| Seconda stagione | 2  | L'ombra del passato       | 23 marzo 2007     |
| Seconda stagione | 3  | Film nero                 | 30 marzo 2007     |
| Seconda stagione | 4  | Roulette russa            | 13 aprile 2007    |
| Seconda stagione | 5  | Ultimo valzer             | 20 aprile 2007    |
| Seconda stagione | 6  | Seduzione fatale          | 27 aprile 2007    |